# Marcus Both
Marcus Both (Horsham, 8 juni 1979) is een golfprofessional uit Australië.

## Amateur
Het talent van Marcus Both werd al vroeg ontdekt, waardoor hij een studiebeurs kreeg voor het Australian Institute of Sport van 1998-2002. In 2001 en 2002 speelde Both in het nationale amateursteam. In 2001 werd hij 2de bij het Australisch Amateur, waar hij de finale verloor van landgenoot Andrew Buckle, die al in 2002 professional werd.

## Professional
Both werd in 2003 professional en speelt sindsdien op de Aziatische PGA Tour. Hij heeft dat jaat twee toernooien gewonnen en kreeg de Rookie if teh Year Award. Sindsdien heeft hij zes keer de tp-5 gehaald. Het is hem nog niet gelukt zich voor de Europese Tour te plaatsen. Bij de vijf toernooien van 2011 die zowel voor de Aziatische als de Europese Tour tellen, heeft hij steeds de cut gemist.  

## Gewonnen
Aziatische Tour
- 2003: Sanya Open (China), Rookie of the Year Award
- 2009: Johnnie Walker Cambodian Open
- 2014: ICTSI Philippine Open